# Korupce

Index vnímání korupce 2018 podle Transparency International (čím modřejší, tím nižší míra vnímané korupce)

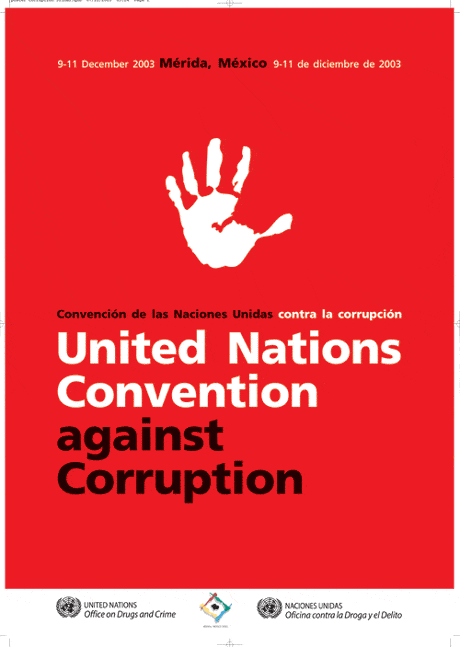
Úmluva Organizace spojených národů proti korupci

Korupce (latinsky corrumpere, korumpovat, kazit, ničit, poškozovat, oslabit, znetvořit, nalomit, podplatit; latinsky corruptio, korupce, úplatnost, zkaženost) je zneužití postavení nebo funkce v politice, veřejné správě a hospodářství k osobnímu prospěchu. Opakem korupce je integrita.
Korupce může být jak drobná nebo velká, organizovaná nebo neorganizovaná. Projevuje se podplácením, úplatky, vydíráním, zastrašováním, neoprávněnými příjmy či výhodami a jejich vyžadováním, podvody při využívání veřejných peněz (zakázky, dotace) nebo protežováním.
Politická korupce je specifickou formou ovlivňující politická rozhodování, politický systém, rozdělování veřejných peněz. Typické je, pokud zkorumpovaný politik slouží nikoli své zemi, ale cizím zájmům výměnou za přijaté peníze nebo zajištění mocenského postavení. Politický systém může být také plně ovládnut určitými zájmovými skupinami, poté dochází k jevu tzv. state capture (převzetí státu).
Korupce přispívá ke zločinnosti, např. k praní špinavých peněz, kuplířství nebo obchodu s drogami, ale zdaleka neomezuje jenom na tyto (dnes) trestné aktivity (trestné činnosti).
Pro porozumění toho, jak korupce vzniká, jak roste a co ji udržuje, je důležité se neomezovat jen na zákonem postižitelnou trestnou činnost, je třeba vytvořit a uplatnit podmínky, pravidla a zákony, které umožní korupční chování omezovat, preventivně mu předcházet a postihovat. Typickým příkladem korupce v mezích vymezených zákonem je navyšování prémií státních úředníků v řádech statisíců až miliónů korun ročně bez ohledu na odvedenou práci nebo problematika zneužívání veřejných peněz (veřejných výdajů) ve střetu zájmů.

## Podmínky podporující korupci
- koncentrace politické moci a rozhodování (nedemokratické centralistické, totalitní režimy, režimy vyznačující se vládou mocenských klanů)
- apatická veřejnost, která se nezajímá o politiku a veřejné věci, nebo veřejnost, která podléhá tomu či onomu „vůdci“, veřejnost bez dostatečného vlivu na politiku a možnosti účinně kontrolovat mocné
- slabá vynutitelnost práva, justice, která slouží jen mocným a vlivným k prosazování jejich zájmů, absence „vlády práva“ (anglicky rule of law)
- utajování informací, rozhodování, procesů a závislostí, nedostatek otevřenosti a transparentnosti
- uzavřené mocenské a politické kliky, které se vymykají transparentnosti (veřejné kontrole)
- nedostatečně silná a odolná občanská společnost
- velké a nekontrolované částky při financování veřejných, nebo soukromých, projektů
- špatně placení úředníci a zaměstnanci veřejné správy a veřejných služeb

## Důsledky korupce
- oslabení správy veřejných věcí, politiky, vedoucí až k rozpadu státu
- oslabení hospodářských výsledků, ekonomiky, vedoucí až k nemožnosti podnikat
- růst chudoby a nezaměstnanosti
- vznik a růst mafií, klientelistických sítí, organizovaného zločinu, prorůstání do státního aparátu
- ovládnutí států zájmovými skupinami, oligarchizace
- růst daní a zároveň rostoucí daňové úniky
- rostoucí nedůvěra v politiku, ekonomiku a k vlastním schopnostem, rezignace
- úpadek schopných firem a odliv mozků z průmyslu, obchodu, služeb i politiky
- odchod schopných tam, kde se mohou lépe uplatnit – takzvané „hlasování nohama“

## Druhy korupce

### Velká, politická korupce (grand corruption, political corruption)
Jde o korupci politických špiček a čelných představitelů veřejnosti a společenského života. Úplatky v těchto sférách jsou velké a dobře se tají. Oběma stranám, korupmupjícím i korumpovaným jde o velké zisky, významné funkce a moc.
Nejčastější podoby velké korupce:
- zpronevěra veřejných zdrojů (dotace, zakázky, licence)
- nehospodárné nakládání s veřejnými zdroji,
- soukromý prospěch z privatizace státního nebo obecního majetku,
- zneužívání veřejné moci při udělování veřejných zakázek a veřejně financovaných projektů
- přidělování monopolních a kvazi-monopolních licencí, nedostatečná práce dohledových a dozorových institucí
- klientelismus (neoficiální systém vládnutí protekci a konexe), nepotismus (zvýhodňování příbuzných) a „prodej křesel, židlí, míst“,
- vynášení důležitých, důvěrných veřejně nedostupných informací, informování s předstihem o důležitých rozhodnutích, tzv. insider trading,
- state capture (přebírání státu ze strany zájmových skupin), ovlivňování pravidel hry a ovládnutí penězovodů veřejných peněz,
- kriminalita bílých límečků.

#### Kriminalita bílých límečků
Termín „zločiny bílých límečků“ poprvé použil v roce 1939 americký sociolog Edwin Sutherland (1883–1950). Jedná se o zločiny spáchané osobami, které zneužívají svého společenského postavení nebo důležitého, zpravidla vyššího postavení ve struktuře firmy, úřadu apod. Sutherland mezi tyto zločiny zahrnul podvody, podplácení, zneužití důvěrných informací a zpronevěru.
Zatím za nejtěžšího zločince s bílým límečkem je považován čínský podnikatel Laj Čchang-sing. Je synem venkovského rolníka, dokončil pouze tři roky školní docházky, neumí dobře číst ani psát, při delších slovech se zakoktává. I přesto se během devadesátých let dvacátého století dokázal vypracovat na nejbohatšího a později i nejhledanějšího Číňana světa. Dosud se zjistilo, že podplácením, pašováním a daňovými úniky si během tří let dokázal vydělat v přepočtu 64,8 miliardy korun. Ve skutečnosti bude částka pravděpodobně ještě vyšší. Před čínským zákonem se skrývá ve Vancouveru v Kanadě, odkud měl být 15. května 2006 deportován zpět do Číny. Nicméně 24 hodin před odletem soud rozhodl, že Laj Čchang-sing by v Číně čelil týrání, a tak žije v Kanadě i se svou rodinou dodnes. Čínský premiér prohlásil, že Laj „by měl být třikrát popraven, a ještě by to bylo málo“.
V Číně po něm zbyla replika Zakázaného města (stála v přepočtu 360 milionů korun) a legendy mezi obyčejnými Číňany, kterým nezištně rozdával své peníze. Laj je zločinec, ale nebyl lakomý. V dobách, kdy jeho „podnikání“ prosperovalo, budoval mrakodrapy, nemocnice, infrastrukturu, kupoval jeepy a motocykly policistům, v restauracích platíval obsluze podepsaným bianco šekem se slovy „Sumu si dopište sami“.

### Malá, každodenní korupce (petty corruption, grassroot corruption, byrokratická korupce)
Jde o korupci v běžném životě, uplácení úředníků, dopravních policistů, činitelů veřejné správy apod. Na malé korupci se podílí větší množství pachatelů, ale úplatky jsou nepoměrně menší než u velké korupce. V mnoha zemích se tento typ korupce toleruje jako běžný společenský jev.
Mezi nejčastější případy malé korupce patří:
- podplácení úředníků,
- záměrně nepřehledná regulace,
- zatemňování pravidel,
- špatná organizace (nejasné vztahy podřízenosti a nadřízenosti, netransparentnost),
- zneužívání pravomocí vyplývajících z kontrolní činnosti veřejné správy.

Na rozdíl od velké korupce mají při malé korupci úřady/úředníci velmi často specifické pravomoci, a proto je snaha odstavit je z korupční hry a potenciálních korupčních zisků ztížena.

### Ovládnutí státu
Ovládnutí státu (také převzetí státu) je překladem anglického state capture. Jedná se o ovládnutí legislativního procesu, justičních a kontrolních mechanismů státu soukromými subjekty. Tyto zákulisní zájmové skupiny jsou schopny prosadit své partikulární ekonomické zájmy, de facto nahrazují standardní demokratické mechanismy. V České republice se také používá výraz „rozk(l/r)ádání státu“, podle stejnojmenné knihy Vladimíry Dvořákové, která se systematicky zabývala problémem záměrného oslabování veřejných institucí klientelistickými strukturami.
Ovládnutí státu se projevuje takto:
- kontrola veřejných institucí pro soukromý prospěch nebo trestnou činnost,
- formování koluzivních sítí, které omezují politickou soutěž,
- podkopání svobodných voleb skrytou reklamou a neprůhledným financováním kampaní,
- zneužití legislativní moci, korupce v soudních řízeních,
- zneužití auditu, vyšetřování a dozoru,
- užívání kompromitujících materiálů pro politické vydírání a nátlak,
- korupce médií.

### Další druhy korupce
Korupci nerozdělujeme jenom podle velikosti, ale i podle mnoha dalších kritérií.
Korupce může být:
- legální (některé formy jsou hraniční, legalita je sporná) a ilegální,
- organizovaná (větší propojené skupiny) nebo individuální,
- korupce přímá, nebo zprostředkovaná,
- korupce uvnitř institucí a vně institucí
- korupce krátkodobá tzv. ex ante nebo dlouhodobá tzv. ex post,
- korupce očekávaná a nahodilá,
- korupce vymýtitelná a nevymýtitelná,
- korupce peněžní a nepeněžní.

## Formy korupce
Korupční jednání nabývá celé řady forem počínaje jednoduchými úplatky a konče složitými a dobře propracovanými postupy. V mnoha případech je komplikované korupci dokázat, natož z ní někoho obvinit. Existuje řada možných způsobů a forem korupce, ale je nutné počítat s faktem, že jedna forma korupce na sebe váže další a že jednotlivé formy korupce se vzájemně doplňují.
Mezi základní pozorovatelné formy korupce lze zařadit:
- vlastizrada, velezrada, převrat, nezákonné zahraniční transakce, pašování,
- zpronevěra, padělání, špatné užívání fondů,
- zneužití moci, zastrašování, mučení, nezasloužené prominutí trestů, ústupky,
- podvody, zkreslování, vydírání,
- překrucování spravedlnosti, kriminální chování, křivá výpověď, nezákonné uvalení vazby, falešná obvinění, úmyslné uvedení v omyl,
- zanedbání povinností, dezerce, parasitismus,
- uplácení a podplácení, vymáhaní nezákonných odvodů, provize,
- falšování a manipulace voleb,
- zneužití vnitřních informací, falšování záznamů,
- neschválený prodej veřejného úřadu, veřejného majetku a licencí,
- manipulace s předpisy, obchody, dodávkami, smlouvami a úvěry,
- daňové podvody, daňové úniky a nepřiměřené obohacování,
- kartelové dohody, ovlivňování regulátorů,
- nedovolené ovlivňování obchodů, náklonnost (zaujatost) při zprostředkovatelských vztazích, konflikt zájmů,
- přijetí nepatřičného daru, poplatku, úplatku, požitku a služební cesty financované cizím subjektem,
- propojení s organizovaným zločinem, operace na černém trhu,
- nepotismus, klientelismus,
- nezákonný dohled (sledování), nezákonné odposlechy a zneužití poštovního styku,
- zneužití úředních pečetí a razítek, úředních budov a příspěvků na vedlejší výdaje.

### Formy korupce v českém právu

#### Přijetí úplatku
Jednoznačně nejrozšířenější formou korupce je trestný čin přijetí úplatku (§ 331). Má dvě strany – upláceného, kterému je nabídnut či slíben úplatek nebo který úplatek přijme, a uplácejícího, který úplatek nabízí, slibuje nebo dokonce poskytne. Podle českého právního řádu (zákon č. 40/2009 Sb., trestní zákoník) se úplatkem rozumí určitá výhoda, která se dostává k tomu, kdo úplatek přijímá, či jiné osobě s jeho vědomím. Úplatek může mít majetkovou (finanční nebo materiální prospěch, protislužba) i nemajetkovou povahu. Pro posouzení trestného činu úplatkářství není stanovena dolní hranice hodnoty úplatku, ale je posuzována tzv. společenská škodlivost.

#### Podplacení
Podplacení je podle trestního zákoníku (zákon č. 40/2009 Sb., § 332) samostatným trestným činem, kterého se dopustí ten, kdo jinému (přímo osobě obstarávající věc obecného zájmu nebo prostředníkovi) v souvislosti s obstaráním věcí obecného zájmu nebo v souvislosti s podnikáním svým nebo jiného poskytne, nabídne nebo slíbí úplatek.

#### Nepřímé úplatkářství
Trestní zákoník (zákon č. 40/2009 Sb., § 333) postihuje také tzv. nepřímé úplatkářství, kterého se podle zákona dopouští osoba, která žádá, nechá si slíbit nebo přijme úplatek za to, že bude svým vlivem působit na výkon pravomoci úřední osoby. nebo za to, že tak již učinil. Dále ten, kdo z tohoto důvodu takový úplatek poskytne, nabídne nebo slíbí.

## Modely (vzory) korupce
Existují více modelů korupce označované podle místa, kde se nejčastěji vyskytují. Odpovídají podmínkám, kdy se korupce stala neoddělitelnou součástí politického a sociálního uspořádání.
Dalším, velmi sofistikovaným typem korupce, je korupce korporátní. Korporace ve snaze udržet své mnohdy nekvalitní produkty na trhu, využívají korupci k udržení pozice na trhu. Vrcholní manažeři korporací, mnohdy motivování akcionáři k větším ziskům (a osobních bonusům), mnohdy využívají všech možností (i za hranou legálnosti), jak se na trhu udržet.[zdroj?]

### Asijský model korupce
Korupce je důvěrně známým a společensky přijatelným kulturním i ekonomickým jevem, který úzce souvisí s fungováním státu. Propojení velkých firem na vládu je takřka absolutní.

### Africký model korupce
Politická moc je kupována nejvýznačnějšími ekonomickými klany, které si zajišťují svou existenci politickými prostředky. Pro zemi tento model znamená ústup od demokracie a probíhající demokratické procedury jsou jen kamufláží. Ekonomika pak klesá až na primitivní úroveň. Nejzákladnější potřeby obyvatelstva jsou zajišťovány jen proto, aby se předešlo zmatku a aby si malá skupinka „mocných“ zajistila udržení výsostného místa.

### Latinskoamerický model korupce
Nečinnost a němý souhlas vůči problémům s korupcí umožnily podzemním a kriminálním sektorům získat moc porovnatelnou s mocí státu. Tato moc je po řadu desetiletí spojena s mafií a prorůstá dovnitř státu. Tento model je velmi blízko k africkému modelu.

## Stadia korupce
Proces korupce lze rozdělit do několika vývojových stádií, která by se dala nazvat i jako stadia pronikání korupce do společnosti.

### Stadium náhodné korupce
Náhodná korupce je charakterizována drobným úplatkářstvím a zapojují se do ní pouze určité osoby nebo malé skupiny. Služebně starší úředníci a významné vysoce postavené osoby veřejného života si s touto korupcí nedělají velkou hlavu. Celkově ale může být poměrně nákladná a může společnost podráždit.
Ve stadiu náhodné korupce ještě nedochází ke vzniku a šíření ustáleného souboru korupčních norem. Obyvatelstvo i elity obecně preferují dobrou pověst před krátkodobým finančním ziskem. V tomto stadiu je veliké riziko odhalení korupčního chování. Odhalení zkorumpovaní jedinci jsou veřejně pranýřováni, důsledně soudně stíhání a nakonec i odsouzeni podle platných zákonů.

### Stadium systematické korupce
Většinou se jedná o korupci s velkými zisky a často je předmětem skandalizace. Využívá velkého počtu úředníků, prostředníků a podnikatelů, je vytvářena vysoce postavenými úředníky státní správy, kteří mají dobrý přehled o možných (i nelegálních) příležitostech ve vládních agenturách a vědí, jak jich využít a zneužít. Tyto praktiky jsou přímým narušením právního řádu, ale na rozdíl od systémové korupce, pokud jsou delikventi odstraněni, je výrazně snížen rozsah korupce. Mnoho reformních snah o nápravu není systematických – jedná se pouze o soubor politických manipulací ke zklidnění znepokojené veřejnosti.
Toto stadium se člení na další dvě kategorie.

#### Stadium spontánně regulované korupce
Pokud selžou kontrolní mechanismy u stadia náhodné korupce, přestává být korupce výjimkou a postupně se stává pravidlem. Vznikají tak neformálně postihované korupční normy chování a korupce se mění na spontánně regulovaný sociální proces.

#### Stadium organizované korupce
Korupce se mění v organizovaný zločin a vydírání. Organizováním korupčních řetězců dochází k dělbě práce jednotlivých účastníků a takové transakce jsou závislé na spletitých sociálních vazbách zainteresovaných aktérů, které sahají do nejvyšších míst státní správy a politiky.

### Stadium systémové korupce
Systémová korupce je všudypřítomná, institucionalizovaná a srostlá s ekonomickými a politickými institucemi. Vyskytuje se tam, kde se překračování zákonů stalo nedílnou součástí společenských procesů. Jsou do ní zapojené všechny úrovně, dokonce i služebně mladší a již dříve zapletení zaměstnanci. Korupce v tomto stádiu je natolik srostlá se státní správou a politikou, že bez ní tyto instituce nemohou fungovat. Ve státní správě se vytvářejí nové orgány, jejichž skrytým, ale pravým účelem je vyžadování úplatků. Korupce je garantovaná a podporovaná státem a vzniká tak korupční stát.

## Organizace zabývající se bojem proti korupci v Česku
- Transparency International, největší celosvětová protikorupční síť, česká pobočka funguje od počátku 90. let, věnuje se investigativě, právnímu poradenství, legislativním a systémovým reformám.
- Nadační fond proti korupci – má motto „nebát se a nekrást a ne nakrást si a nebát se“ a byl zřízen k dosažení těchto cílů:
  - podpora odhalování korupční činnosti ve veřejné správě udílením cen
  - podpora projektů odhalujících korupci
  - vytvoření a udržování databáze případů korupce ve veřejné správě
  - podporovat a přispívat k budování etických hodnot v demokratické společnosti
- Růžový panter – nevládní protikorupční organizace, působící v českém prostředí více než 10 let, je zcela nezávislá na státních dotacích a grantech
- Rekonstrukce státu[2] - lobbujeme s občany za průhledný stát bez korupce a faulů na demokracii. Hlídáme mantinely demokratického vládnutí, prosazujeme systémová opatření proti zneužívání veřejných peněz.
- Oživení[3] - jsme občané, které stejně jako vás štve korupce ve státních institucích i v soukromém sektoru. Proto radíme, informujeme a pomáháme.

## Index vnímání korupce
Od roku 1995 se používá pro srovnání tzv. index vnímání korupce (anglicky Corruption Perception Index – CPI) vytvořený mezinárodní nevládní organizací Transparency International. Měření míry korupce ve státě je velmi obtížné. Nelze srovnávat úroveň korupce podle měřitelných dat (např. počet zatčených nebo počtu soudních případů). Taková data totiž vypovídají více o vůli a schopnosti státu korupci odhalovat a potírat. Proto se používá metoda subjektivního vnímání korupčního prostředí mezi podnikateli, analytiky, státními úředníky apod. Čím vyšší je číslo indexu, tím méně je korupce vnímána.

### Výběr států dle umístění v žebříčku CPI
|      |                |     |                      |      |
| rok  | země           | CPI | pořadí země na světě | v EU |
|      |                |     |                      |      |
| 2009 | Finsko         | 8,9 | 6                    | 3    |
| 2009 | Rakousko       | 7,9 | 16                   | 8    |
| 2009 | Velká Británie | 7,7 | 17                   | 9    |
| 2009 | Francie        | 6,9 | 24                   | 11   |
| 2009 | Slovinsko      | 6,6 | 27                   | 13   |
| 2009 | Česko,         | 4,9 | 52                   | 18   |
| 2009 | Slovensko      | 4,5 | 56                   | 21   |
| 2009 | Řecko          | 3,8 | 71                   | 24   |
|      |                |     |                      |      |
| 2005 | Finsko         | 9,6 | 2                    | 2    |
| 2005 | Rakousko       | 8,7 | 10                   | 7    |
| 2005 | Velká Británie | 8,6 | 11                   | 8    |
| 2005 | Francie        | 7,5 | 18                   | 12   |
| 2005 | Slovinsko      | 6,1 | 31                   | 19   |
| 2005 | Česko,         | 4,3 | 47                   | 24   |
| 2005 | Řecko          | 4,3 | 47                   | 24   |
| 2005 | Slovensko      | 4,3 | 47                   | 24   |
|      |                |     |                      |      |
| 2004 | Finsko         | 9,7 | 1                    | 1    |
| 2004 | Velká Británie | 8,6 | 11                   | 5    |
| 2004 | Rakousko       | 8,4 | 13                   | 6    |
| 2004 | Francie        | 7,1 | 22                   | 11   |
| 2004 | Slovinsko      | 6,0 | 31                   | 15   |
| 2004 | Řecko          | 4,3 | 49                   | 21   |
| 2004 | Česko          | 4,2 | 51                   | 22   |
| 2004 | Slovensko      | 4,0 | 57                   | 23   |
|      |                |     |                      |      |

Zdroj: http://www.transparency.org/policy_research/surveys_indices/cpi/2009/cpi_2009_table Archivováno 12. 1. 2019 na Wayback Machine.

## Korupce v České republice

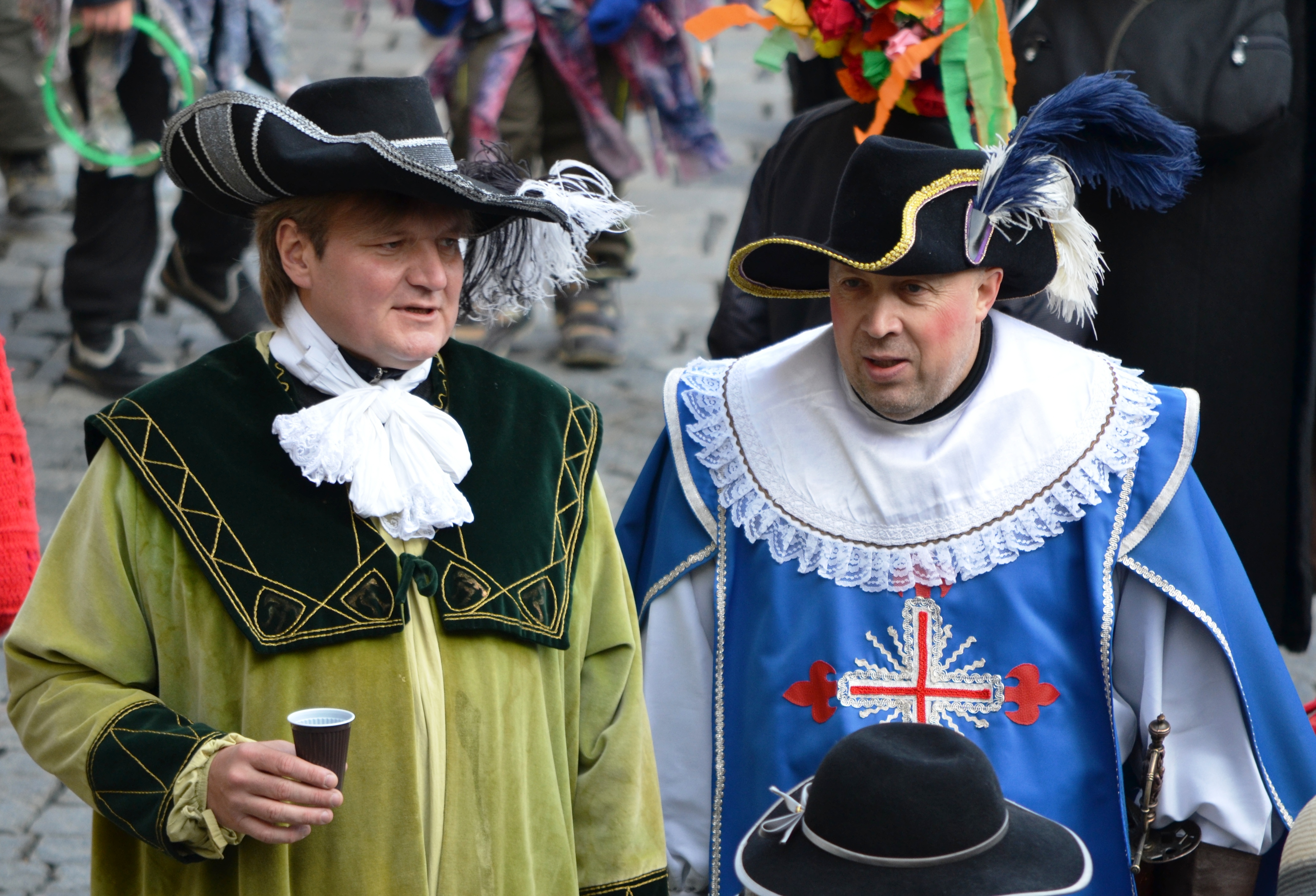
Členové bývalého vedení Prahy 1 Daniel Hodek (ČSSD) a Oldřich Lomecký (TOP 09) byli oba zapletení do korupčních afér.

S korupcí se v Česku setkalo 60 % dotázaných podnikatelů. 69 % podnikatelů oslovených společností Ernst & Young v roce 2014 uvedlo, že by byli ochotni přistoupit ke korupčním krokům, kdyby tím pomohli firmě. V roce 2016 poskytnutí úplatku v podobě osobního daru nebo služby schvalovalo 42 % oslovených respondentů.
Podle hodnocení protikorupční skupiny Rady Evropy, která sdružuje padesát států, byla Česká republika roku 2019 nejhorší ze 42 hodnocených zemí v plnění doporučení protikorupční skupiny Rady Evropy (GRECO).
Podle Indexu vnímání korupce (CPI) organizace Transparency International za rok 2023 se Česká republika umístila na 41. místě ze 180 hodnocených států, se skóre 57 bodů ze 100.
Bývalý pražský primátor Bohuslav Svoboda se domnívá, že problémem narůstajícího boje proti korupci je neochota přijímat rozhodnutí a braní odpovědnosti na sebe, kterou nahrazuje snaha vyhnout se riziku a vyhovět předpisům.

## Korupce a dotace
Korupce je spojena často s dotacemi. Klasický model korupce který se používá v komunální politice je tento:
Začne se s tím, že se "nafoukne" rozpočet, v kterém jsou i nesmyslné položky (např. příprava staveniště za milion korun nebo geometrické zaměření za 100 tisíc). Potom se najme firma, která udělá za zadavatele výběrové řízení. Ta osloví "spřízněné" firmy, které se drží připraveného rozpočtu. Firma ví, že za tuto lukrativní zakázku musí odevzdat zadavateli (v obci starostovi) cca 30%, jinak by příště nebyla oslovena. Občan na otázku proč je cena třikrát vyšší než kdyby si tu firmu objednal on sám, dostane odpověď: Vždyť na to byla dotace!

## Korupční turistika
Korupční turistika je cestování za "korupčními památkami", tedy na místa spojená s korupčními aférami.